# Valmy Féaux
Valmy Féaux (ur. 19 lutego 1933 w Nil-Saint-Vincent-Saint-Martin) – belgijski i waloński polityk, socjolog oraz samorządowiec, działacz Partii Socjalistycznej, minister w rządzie federalnym i regionalnym, w latach 1988–1992 minister-prezydent wspólnoty francuskiej Belgii.

## Życiorys
Ukończył socjologię na Université Libre de Bruxelles (1956). Do połowy lat 60. pracował na macierzystej uczelni, na którą powrócił w połowie lat 70. Dołączył też do administracji rządowej, obejmował kierownicze stanowiska w gabinetach politycznych socjalistycznych ministrów. Działał w Belgijskiej Partii Socjalistycznej, a po jej podziale z 1978 w walońskiej PS.
W latach 1965–1994 i ponownie od 2001 do 2003 był radnym miejskim w Ottignies-Louvain-la-Neuve. Od 1989 do 1994 sprawował urząd burmistrza. W latach 1977–1981 wchodził w skład federalnego Senatu. W latach 1980–1994 był członkiem rady regionalnej Walonii, a w 1988 przewodniczącym tego gremium. Od 1981 do 1994 sprawował mandat posła do Izby Reprezentantów. W 1981 przez kilka miesięcy pełnił funkcję ministra komunikacji w rządach, którymi kierowali Wilfried Martens i Mark Eyskens. Następnie do 1985 wykonywał obowiązki ministra w administracji Regionu Walońskiego.
Od maja 1988 do stycznia 1992 sprawował urząd ministra-prezydenta wspólnoty francuskiej. W okresie 1995–2000 kierował administracją prowincji Brabancja Walońska.